# Раутенштраух, Юзеф
Юзеф Раутенштраух (Осип Иванович Раутенштраух) (пол. Józef Rautenstrauch; 13 ноября 1773, Варшава — 28 августа 1842, Варшава) — польский генерал-майор, русский генерал-лейтенант и генерал-адъютант, начальник Военного департамента Военного министерства в 1811 году, с 1832 года Президент государственных театров Царства Польского, государственный советник Царства Польского 1830 года, член Высшей экзаменационной комиссии в 1829 году.
Среди поляков, находившихся на царской службе в XIX веке, он был самым знатным орденоносцем.

## Молодость

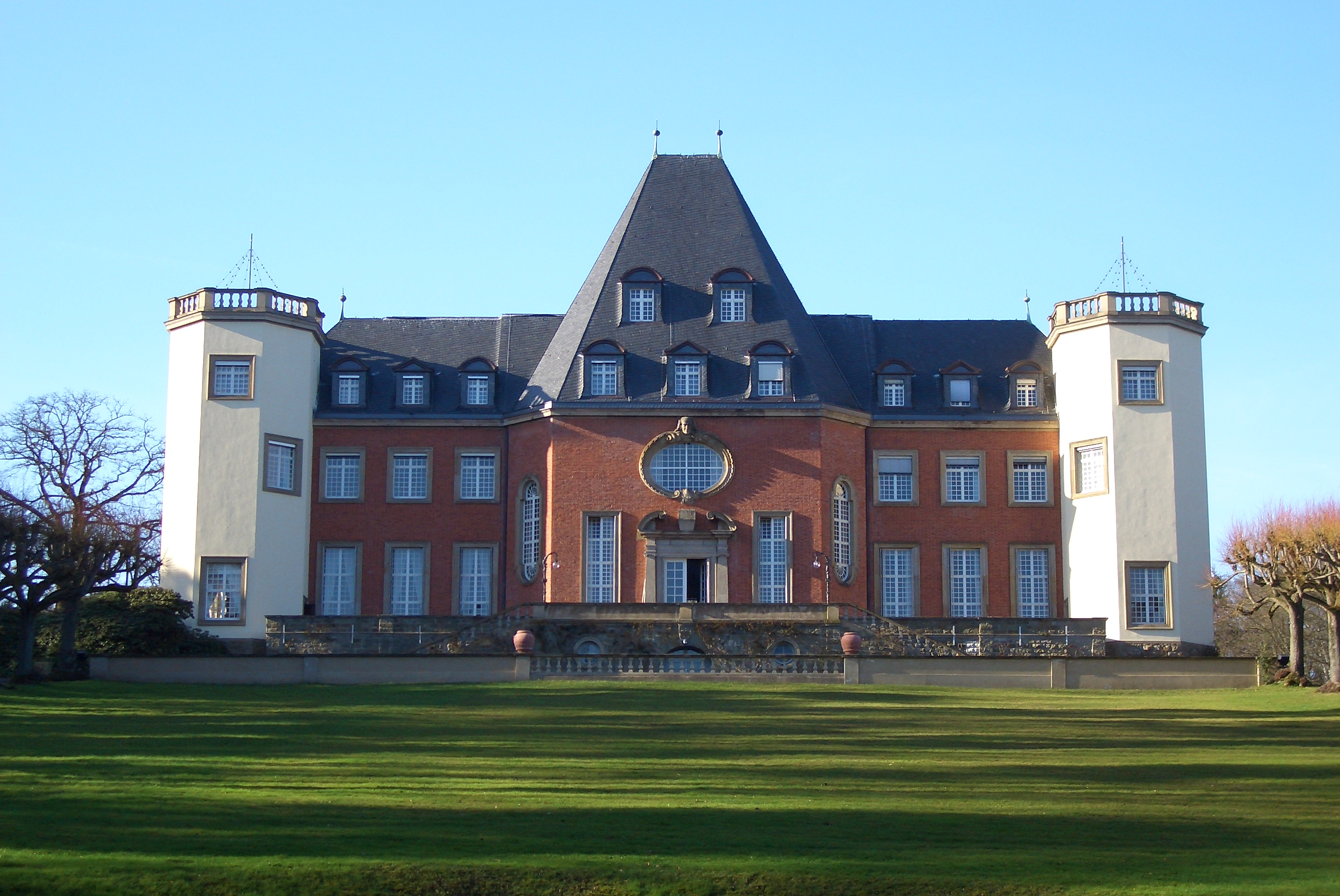
Бирлингховен, бывший замок Раутенштраух в Санкт-Августине близ Бонна, конец XIX века.

Раутенштраух происходил из богатой варшавской буржуазной семьи немецкого происхождения, он был сыном торговца пряностями Яна и Людвики, урождённой Шевалье де Болье. Семья Раутенштраух происходила из окрестностей Кёльна и Бонна и приехала в Польшу в первой половине XVIII века (оставшиеся потомки рода в Германии приобрели большое значение как промышленники и получили дворянство в XIX века). Ян Раутенштраух также владел кожевенным заводом вместе со своими шуринами Шевалье, из-за которого Юзеф, по натуре зарабатывающий деньги, позже подал в суд на своих дядей. Семья матери, торговцы текстилем в Варшаве, происходила из Франции в начале XVIII века. В возрасте 7 лет Юзеф поступил курсантом в Школу коронных инженеров (саперов), но вскоре покинул её. Он вернулся в школу в возрасте 13 лет и окончил её в 1788 году, получив чин унтер-офицера, после чего был занят на строительстве юнкерских казарм в Варшаве. Во время осмотра строительных работ король Речи Посполитой Станислав Август Понятовский заметил талантливого мальчика с внешностью типичного француза, свободно владевшего несколькими языками (в родовом доме он также выучил немецкий и французский языки), пишущего красивым каллиграфическим почерком, и переехал его в начале 1790 года в свою должность, произведя его в чин подпоручика и получив для него (17-летнего юношу!) 25 ноября 1790 года, по решению Четырёхлетнего сейма, дворянство с собственным гербом. Юзеф Раутенштраух оставался в королевской канцелярии до 1792 года, поэтому активного участия в польско-русской войне в том же году он не принимал. Через год вернулся в армию в звании лейтенанта, где служил в Генеральном штабе.
После начала польского восстания под руководством Тадеуша Костюшко Юзеф Раутенштраух присоединился к восстанию и принял участие в обороне Варшавы от натиска русских и прусских войск возле Повонзки, а с русскими на окраине Праги. 10 сентября 1794 года Костюшко назначил его штабс-капитаном и своим адъютантом.
С 1798 года Юзеф Раутенштраух оставался в Санкт-Петербурге и приводил в порядок документы и переписку, оставшиеся там после смерти Станислава Августа. Вернувшись в Польшу (1800), он близко подружился с королевским племянником, князем Юзефом Понятовским — он был его личным секретарем, принимал участие в торжествах во Дворце «Под бляхой» и Яблонне. Тогда же он впервые соприкоснулся с работой в театре — как высоко оцененный актёр он принимал участие в любительских спектаклях французских пьес, организованных князем Юзефом в зале дворца Радзивиллов на улице Краковское Предместье.

## Во времена Наполеона

Отступление армии Наполеона из Москвы

В декабре 1806 года, после ухода пруссаков из Варшавы, Юзеф Раутенштраух вступил в польскую армию в чине капитана. В конце того же месяца он стал адъютантом князя Юзефа Понятовского. Принимал участие в кампании 1807 года, за что получил высокую и редко вручаемую награду — Рыцарский крест Virtuti Militari. В 1808 году произведен в начальники штаба 1-й дивизии и в полковники. В кампании 1809 года отличился при Рашине, Гожицах и Сандомире, в конце того же года получил орден Почетного легиона 5-й степени. В 1810—1812 годах он участвовал вместе с генералом Вельгорским в качестве высокопоставленного чиновника Варшавского военного министерства в подготовке к войне с Россией. В 1812 году он присоединился к Генеральной конфедерации Королевства Польского. Во время русской кампании Наполеона Раутенштраух был заместителем начальника штаба 5-го корпуса так называемой Великой Армии. За храбрость при штурме Смоленска 17 августа 1812 года он получил орден Почетного легиона 4-й степени. При отступлении Великой армии от Москвы больной Раутенштраух ехал с ранеными, князь Юзеф Понятовский (он был придавлен раненой лошадью) и Артур Потоцкий с коляской, они встретили Наполеона (у которого конь свалился от усталости) идущего пешком, одетого в соболью шкуру и опирающегося на палку. Император сел в карету, осведомился об их здоровье и пошел дальше пешком. После возвращения в Варшаву Раутенштраух был назначен бригадным генералом (3 февраля 1813). В походе того же года в VIII корпусе князя Юзефа Понятовского он принял участие в нескольких незначительных сражениях и, наконец, в битве при Лейпциге был ранен и взят в плен пруссаками.

## В Царстве Польском до 1830 года

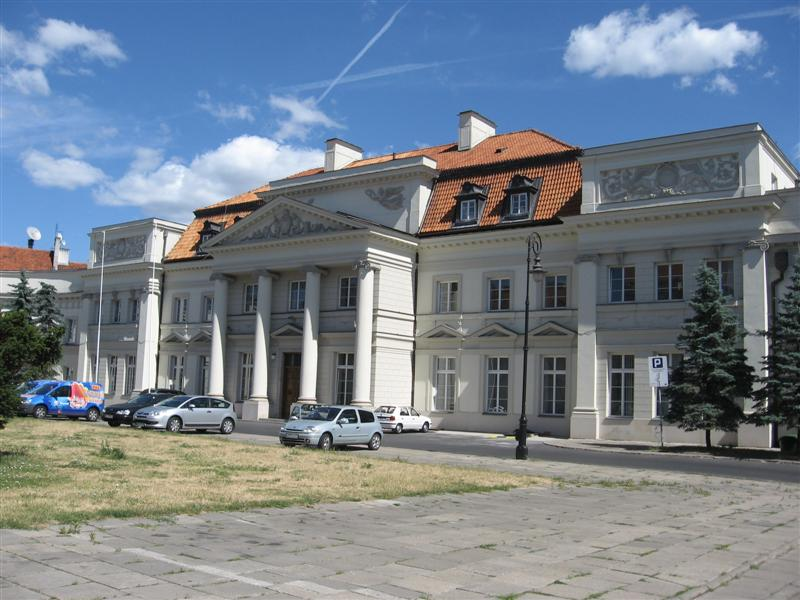
Бывший Примаский дворец в Варшаве

Вернувшись в Варшаву из прусского плена, Юзеф Раутенштраух сразу же пошел добровольцем на службу в армию Царства Польского. Был признан его чин бригадного генерала с 1813 года, в 1815 году он был назначен дежурным генералом, которым оставался до первых дней Ноябрьского восстания, и ему было поручено составить устав Правительственной военной комиссии (КПВ). После завершения этой работы и создания КРВ (1816) генерал был назначен генеральным директором Второго (Личного) управления Комиссии и получил служебные квартиры во дворце примаса на улице Сенаторской, которыми располагал, вероятно, до конца своего правления. жизнь. В 1816 году Юзеф Раутенштраух был назначен статским советником, а в годы до 1819 года возглавлял комиссию по проверке награждения орденом Virtuti Militari в наполеоновскую эпоху. На него посыпались царские ордена. Менее славной главой в его жизни было участие в комиссии по расследованию польских масонских союзов, действовавшей с 1822 по 1826 год. Показания некоторых допрошенных лиц, в том числе Валериана Лукасиньского, Юзеф Раутенштраух серьёзно обременил многих членов Патриотического общества. Раутенштраух часто проводил допросы лично. После завершения расследования он составил обширный отчет, переведенный на французский и русский языки. Посланное новому царю Николаю I, оно вызвало большое уважение нового правителя, и на Раутенштрауха посыпались новые доказательства царской благосклонности; произведен в дивизионные генералы (1826), или уволен только с высшими царскими орденами Святого Андрея Первозванного и Святого Александра Невского (1829), а дочь Лаура получили сан императорской и царской фрейлины.
При всех этих высоких почестях Юзеф Раутенштраух оставался и верным потомком предусмотрительных варшавских купцов: он скупал в столице землю и недвижимость, которые потом с большой выгодой продавал государству для военных целей, управлял в Жолибоже, в своём фольварке Фаворы, летние сады «Тиволи» и «Фрашки» с кафе, каруселями, качелями и выступлениями оркестра, очень популярного среди жителей столицы (на этой земле, проданной генералом властям с хорошей прибылью, позже была построена варшавская цитадель), а также имелся увеселительный сад Фраскати с летним рестораном. В 1830 году он был награждён Знаком Почета за 30 лет службы.

## Ноябрьское восстание
Трудно назвать Юзефа Раутенштрауха «ноябрьским повстанцем». В Ноябрьскую ночь он был с офицерами, противостоящими восстанию, возле Арсенала и стал свидетелем гибели своего друга с наполеоновских лет генерала Блюмера, павшего от пуль повстанцев. Позже Юзеф Раутенштраух вместе с другими верными царю офицерами пытался организовать сопротивление у Арсенала, на Банковской площади, безуспешно убеждая, в числе прочих, другого старого друга, генерала Франтишека Жимирского, атаковать войска повстанцев. Деятельность Раутенштрауха в структурах Восстания ограничивалась периодом около четырёх дней, когда до назначения генерала Исидора Красинского на должность военного министра руководил тогдашним Министерством национальной обороны (MON), Правительственной военной комиссией, был так называемым дежурный генерал. Кроме того, он избегал всякой деятельности. Во время июньских беспорядков 1831 года в Варшаве, когда несколько гражданских лиц и военных были обвинены в пособничестве врагу и заключены в Замке (через месяц другой соратник Раутенштрауха, генерал Антоний Салацкий, заключенный в Замке, был линчеван варшавской мафии), Раутенштраух был арестован, но вскоре был освобожден на основании медицинского заключения. Последние месяцы восстания генерал тихо сидел «на больничном» в Варшаве, вероятно, вспоминая свой опыт периода восстания Костюшко, оборону Варшавы от натиска суворовских войск и штурм Праги. Когда наступила капитуляция столицы, он немедленно доложил русским властям и получил от князя Ивана Фёдоровича Паскевича-Эриванского задачу реорганизации бывшего KRW.

## В русской армии
Уже в 1831 году Юзеф Раутенштраух стал военным начальником Мазовецкого воеводства, и в то же время он заведовал конторами КРВ, находившейся в стадии ликвидации. В том же году царь Николай I назначил его членом Временного правительства, ответственным за Министерство просвещения и по делам вероисповеданий. 16 марта 1832 года Раутенштраух был принят в армию Российской империи в чине генерал-лейтенанта (генерала дивизии), в 1834 году стал генерал-адъютантом (чин соответствовал генерал-лейтенанту). Сразу же после включения ордена Белого Орла в систему российских наград он был вручен Раутенштрауху (1832) как первому поляку. Ему предложили титул графа, но он не принял его, не имея мужского потомства. Кроме того, он получил функцию заместителя губернатора Ивана Фёдоровича Паскевича в Государственном совете, начальник переписи и военкомата, а также верховный командир инвалидной, госпитальной и исправительно-тюремной рот. В конце своей карьеры он также стал генеральным директором Земельных и водных коммуникаций. Все эти должности он получил благодаря своим великим организаторским способностям и кропотливому усердию, а также благодаря своей непоколебимой лояльности разделяющим силам. Следует отметить, что он постоянно помогал и поддерживал офицеров и чиновников бывших польских войск, которые часто оказывались обездоленными, у которых отняли пенсии или возможность трудоустройства на государственные должности.

## Человек театра
В 1833 году Юзеф Раутенштраух занял должность «президента Дирекции театров и всех драматических и музыкальных представлений в Королевстве Польском». Как руководитель театров генерал снискал немалые заслуги: завершил строительство Большого театра в столице и возвел рядом с Большим театром Театр Розмайтошци (открыт в 1836 году), где ставились пьесы с более легким репертуаром. В здании театра было отопление, что для того времени было большой новинкой. В 1835—1839 годах под руководством Юзефа Раутенштрауха были проведены реконструкции театра в Калише и Амфитеатра и Старой Оранжереи в Лазенках. В 1840 году он добился от царского правительства постоянной субсидии (200 000 злотых) для хронически убыточных столичных театров. По его инициативе в 1835 году была открыта первая польская школа актёрского мастерства, где также обучались артисты балета и пения. Для актёров и других театральных служащих ему были предоставлены те же полномочия, что и у государственных чиновников, включая пенсионное обеспечение. На момент его смерти варшавские театры имели профицит бюджета в размере 580 000 злотых.

## Семейные отношения

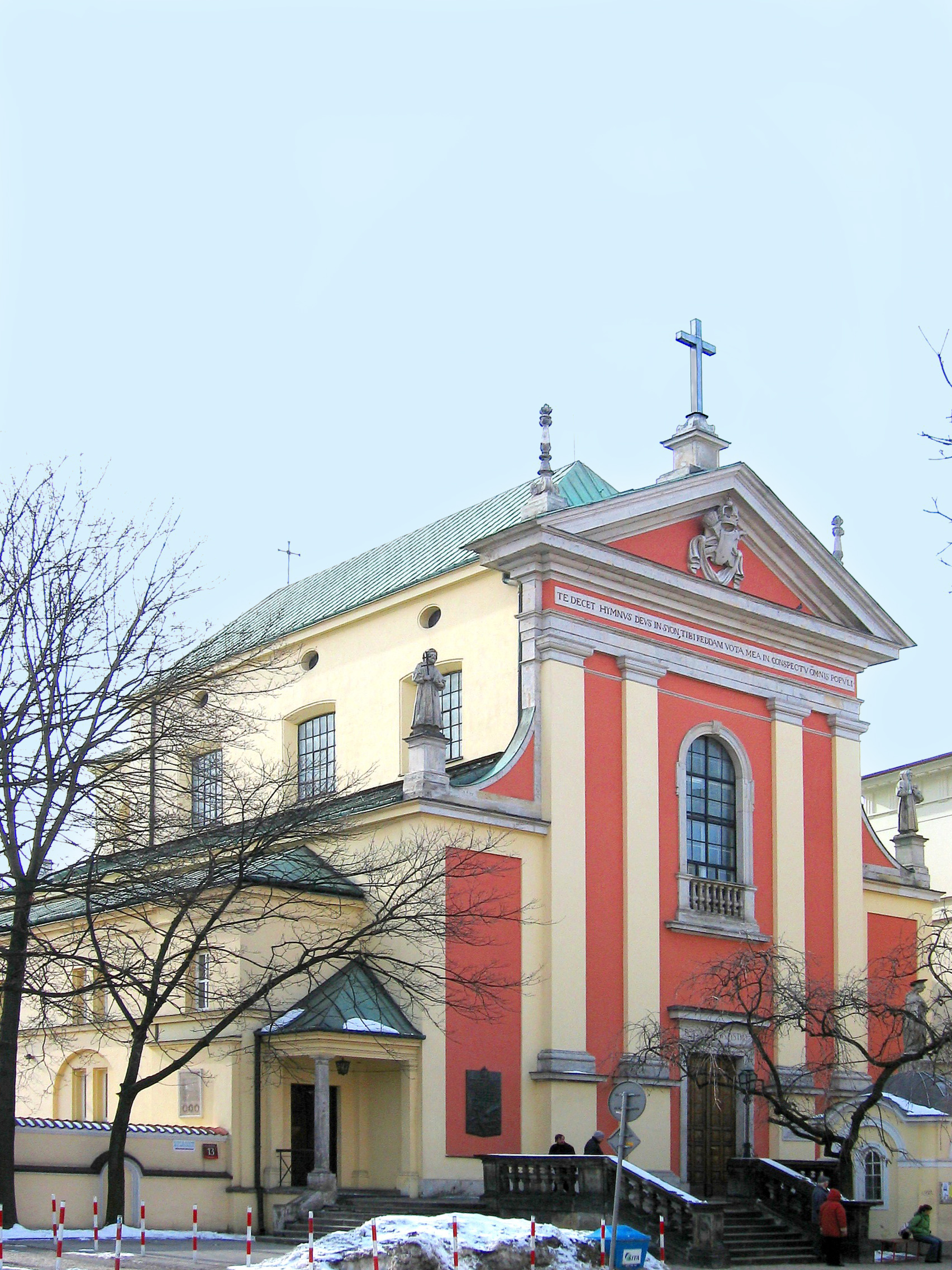
Церковь капуцинов в Варшаве (кладбище находилось с южной левой стороны)

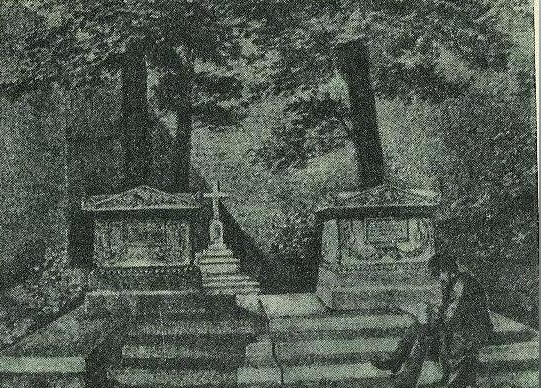
Могилы семьи Раутенштраух, которых сегодня не существует («Варшавская газета», 1890 г.)

Юзеф Раутенштраух был дважды женат: сначала на Елене Веронике, урождённой Дзержановской (1790—1842), от которой у него родилась дочь Лаура (1811—1843). Около 1817 года Елена закрутила роман с императором Александром I и родила (вероятно, от него) сына в 1818 году, впоследствии известного как Густав Эренберг, поэтому генерал, не желая признавать ребёнка, развелся с ней ещё до рождения Эренберга. В 1822 году он женился на княгине Луции Гедройц (1798—1886), писательнице эпохи романтизма, но уже с 1827 года супруги стали проживать раздельно. Хотя супруги не развелись, детей у них не было. После 1831 года их пути окончательно разошлись (но до сих пор без развода): генерал остался в Варшаве, а его жена стала колесить по Европе. В столицу она вернулась только после смерти мужа.
Генерал и его дочь Лаура, с 1835 года жена ротмистра кавалерии Францишека Габриэля Буйно, кавалера ордена Virtuti Militari, были похоронены на кладбище при костеле капуцинов на ул. Медовой в Варшаве в гробницах, спроектированных Александром Козубовским. В 1886 году там же была захоронена и Луция Гедройц, вторая супруга Юзефа. Со временем сады капуцинов, где располагалось кладбище, были отведены под строительство многоквартирных домов. Генерал и его дочь завещали в свое время немалые суммы на содержание кладбища с условием, что их могилы не будут тревожить во веки веков, так что в конце концов останутся только их саркофаги и памятник умершим от чумы в 1708 году. Угол с этими памятниками был поврежден в 1944 году. В конце концов, остатки кладбища были сровнены во время строительства трассы W-Z Route. Неизвестно, где были захоронены останки Раутенштраухов.
Единственный внук генерала Тадеуш Буйно (1842—1921), конюший царского двора, был женат на Софье, урождённой графине Плятер-Зиберг, не оставил мужского потомства.

## Награды генерала Юзефа Раутенштрауха
- Орден Virtuti Militari 3-й степени — 1808 г.
- Орден Почетного легиона 5-й степени — 1809 г.
- Орден Почетного легиона 4-й степени — 1812 г.
- Орден Святого Владимира 3-й степени — 1815 г.
- Орден Святого Станислава 4, 3 и 2 степени — 1816 г., награждён в течение 6 дней.
- Орден Святого Станислава 1 степени — 1818 г.
- Орден Святой Анны I степени — 1820 г.
- Орден Святого Владимира 2-й степени — 1825 г.
- Орден Святой Анны 1-й степени с бриллиантами — 1827 г.
- Орден Святого Александра Невского— 1829 г.
- Почетный знак за 30 лет безупречной офицерской службы — 1830 г.
- Орден Белого Орла (Россия) — 1832 г.
- Орден Святого Владимира 1-й степени — 1834 г.
- Орден Красного Орла 1-го класса — 1840 г.
- Орден Святого Александра Невского с бриллиантами — 1840 г.